# Kosta Tomašević
Kosta Tomašević (Stari Banovci, 25 de juliol de 1923 - Belgrad, 13 de març de 1976) fou un futbolista serbi de les dècades de 1940 i 1950.

## Trajectòria
Pel que fa a clubs, destacà a l'Estrella Roja de Belgrad i a l'Spartak Subotica. També fou internacional amb Iugoslàvia, guanyant la medalla d'argent als Jocs Olímpics de 1948, i disputant el Mundial de 1950.

## Palmarès
- Lliga iugoslava de futbol:
  - 1951, 1952-1953
- Copa iugoslava de futbol:
  - 1948, 1949, 1950